# William Ribeiro
Willian Cavalheiro Ribeiro (7 de janeiro de 1991), mais conhecido como Willian Ribeiro, é um ex-futebolista profissional brasileiro. Ele jogou como meio-campista, ponta e atacante.

## Carreira
Revelado nas categorias de base do Internacional, Willian Ribeiro atuou por diversos clubes, conquistando títulos no Joinville, Ypiranga e Águia Negra-MS. Teve também passagens por Brasil de Pelotas e São Paulo de Rio Grande.
No dia 4 de outubro de 2021, na partida São Paulo x Guarani-VA, válida pela Série A2 do Campeonato Gaúcho de 2021, o jogador agrediu o árbitro Rodrigo Crivellaro após receber um cartão amarelo, chegando a chutá-lo na cabeça, deixando-o desacordado em campo. Willian foi acusado de tentativa de homicídio em júri popular e posteriormente condenado a 2 anos e 8 meses de prisão. Pela legislação brasileira, o jogador pode cumprir pena em regime semiaberto. Após as repercussões, o atleta não pôde mais atuar como jogador profissional, mesmo sem uma proibição esportiva formal.
Em julho de 2022, jogando uma partida amadora na cidade de Pelotas, ele foi acusado por Jones Belém, que apitava a partida, de também ter sido agredido. O exame forense, contudo, não foi conclusivo.

## Títulos
Joinville
- Copa Santa Catarina : 2012

Ypiranga
- Campeonato Gaúcho Série A2 : 2014

Águia Negra
- Campeonato Sul-Mato-Grossense : 2020